# Luna Peak
Luna Peak är en bergstopp i Kanada.   Den ligger i provinsen British Columbia, i den sydvästra delen av landet, 3 700 km väster om huvudstaden Ottawa. Toppen på Luna Peak är 2 470 meter över havet, eller 263 meter över den omgivande terrängen. Bredden vid basen är 1,1 km.
Terrängen runt Luna Peak är huvudsakligen bergig. Trakten runt Luna Peak är nära nog obefolkad, med mindre än två invånare per kvadratkilometer.. Det finns inga samhällen i närheten. 
I omgivningarna runt Luna Peak växer i huvudsak barrskog.